# Custody Records
Custody Records — (переклад з англ. - сховище записів) - це система обліку всіх дій щодо затриманих осіб (в рамках кримінального і адміністративного проваджень), яка покликана забезпечити гарантії прав людини для затриманих та унеможливити безпідставні звинувачення поліціянтів.

## Призначення та мета
Призначення «Custody Records»: покращення стандартів захисту прав затриманих осіб шляхом запровадження обов'язкового інтерв'ю під час доставлення до органу поліції, електронної фіксації всіх дій щодо затриманого (фіксація, накопичення, зберігання) та пошуку інформації про затриманих осіб, які перебувають під контролем поліції з моменту затримання.
Мета:
- електронна фіксації всіх дій щодо затриманої особи з моменту її затримання і до поміщення в слідчий ізолятор або звільнення з-під варти;
- забезпечення контролю за дотриманням прав затриманої особи та унеможливлення контактів з нею осіб, які не мають на це повноважень;
- зменшення навантаження на поліціянтів, залучених у роботі із затриманими особами;
- захист прав поліціянтів від неправдивих звинувачень у неправомірних діях щодо затриманих осіб;
- здійснення дистанційного зовнішнього контролю за дотриманням прав затриманих осіб;
- впровадження обов'язкового опитування затриманої особи та поліціянта, який здійснив затримання про обставини та підстави такого затримання;
- здійснення автоматизованого повідомлення центрів з надання безоплатної вторинної правничої допомоги про факт затримання особи;
- автоматизоване інформування відповідальних осіб про завершення терміну тримання затриманої особи.[3]

Система Custody Records передбачає впровадження ролі інспектора з дотримання прав людини (Custody officer), єдину електронну базу обліку усіх дій з автоматичними аналітичними функціями, систему відеоспостереження у приміщеннях ізоляторів тимчасового тримання (ІТТ) та приміщеннях поліції, постійний зовнішній контроль в режимі онлайн. Докази, зібрані системою, повинні дозволити підтвердити або спростувати твердження про здійснення тиску на затриманих, заощадити час суддям різних інстанцій та зменшити кількість скарг до Європейського суду з прав людини.

## Історія
Впровадження системи Custody records почалось 2016 року на основі аналогічної британської системи. За ініціативи програми “Права людини і правосуддя” Міжнародного фонду «Відродження», з кінця 2016-го року створена робоча група, яка працює над впровадженням такої системи в українських ІТТ. До неї входили представники Експертного центру з прав людини, Української фундації правової допомоги та Управління забезпечення прав людини при Нацполіції (УЗПЛ). Пілотне впровадження здійснене в ІТТ у м. Дніпро у грудні 2017, та в ІТТ №1 у Херсоні навесні 2018.
Після того як «Custody Records» позитивно себе зарекомендувало в ІТТ, проєкт поступово впроваджують у кожному підрозділі поліції, першим територіальним (відокремленим) підрозділом поліції де було впроваджено «Custody Records» в 2021 році став Основ'янський відділ поліції ГУНП в Харківській області.
10.06.2022 Зареєстровано в Міністерстві юстиції України Наказ «Про затвердження Інструкції з формування та ведення інформаційної підсистеми «Custody Records» інформаційно-комунікаційної системи «Інформаційний портал Національної поліції України» від 24.05.2024 № 311.
14.09.2023 на базі національного інформаційного агентства України «Укрінформ» було презентовано навчальну платформу «Навчальний портал системи електронного обліку дій із затриманими особами Custody Records».
Від 16.02.2024 року впровадження проєкту «Custody Records» включено до плану пріоритетних дій Уряду на 2024 рік.
21.03.2024 в другому читанні Верховної Ради прийнято проект Закону 9088 «Про внесення змін до Кримінального процесуального кодексу України щодо посилення ефективності функціонування інституту службових осіб, відповідальних за перебування затриманих та осіб взятих під варту».
19.04.2024 набрали чинності  зміни до Кримінального процесуального кодексу України щодо посилення ефективності функціонування інституту службових осіб, відповідальних за перебування та забезпечення дотримання прав затриманих, які були оприлюднені 18.04.2024 в газеті «Голос України».
Допомогу в розвитку системи надає Рада Європи.